# Nidorina
Nidorina (japanski: ニドリーナ Nidorīna) jedan je od 1025 fiktivnih vrsta Pokémona iz medijske franšize Pokémon, skupa Pokémon videoigara, animiranih serija, manga stripova, knjiga, igraćih karata i drugih medija kojima je tvorac Satoshi Tajiri. Svrha je Nidorine u videoigrama, animiranoj seriji i manga stripovima, kao i svrha ostalih Pokémona, borba s divljim Pokémonima – neukroćenim stvorenjima koje igrači i likovi pronalaze dok kreću na razne avanture – i pripitomljenim Pokémonima drugih Pokémon trenera.

## Etimologijaimena
Ime Nidorina vjerojatno se temelji na engleskoj riječi "needle" = bodlja, istovremeno se odnoseći na njenu Pokémon sposobnost. S druge strane, moglo bi se temeljiti na 二 ni, dva, ili pak 二度 nido, dvaput/dva stupnja, odnoseći se na slične karakteristike evolucijskih lanaca obaju spola Nidorana. Također je moguće da se temelji na riječi "cnidocyte", otrovne stanice koju sadržavaju životinje poput meduza. Sufiks rina u njenom imenu vjerojatno ukazuje na njen ženski spol – u mnogim jezicima, poput hrvatskog, španjolskog ili talijanskog, velik broj imena i riječi koji završavaju slovom a smatrani su ženskima.

## Pokédex podaci
- Pokémon Red i Blue: Ženkini se rogovi sporo razvijaju, pa stoga daje prednost napadima kao što su grebanje i griženje.
- Pokémon Yellow: Dok se odmara u svojoj jazbini, njene su bodlje uvijek povučene, što ukazuje na to da je u danom trenutku opuštena.
- Pokémon Gold: Dok hrani mladunčad, prvo će sažvakati i omekšati hranu, a zatim ju ispljunuti mladuncima.
- Pokémon Silver: Smirene je i brižljive naravi. Njeni se rogovi sporo razvijaju, pa se stoga ne voli boriti.
- Pokémon Crystal: Nježne je prirode. Ako joj prijeti opasnost, podignut će sve bodlje na svome tijelu.
- Pokémon Ruby/Sapphire: Kada je Nidorina s pripadnicima svoje obitelji ili u prijateljskom okružju, njene su bodlje povučene kako ih ne bi ozlijedila. Ovaj Pokémon postaje živčan ako ga se izdvoji iz obiteljskog okruženja.
- Pokémon Emerald: Kada je Nidorina s pripadnicima svoje obitelji ili u prijateljskom okružju, njene su bodlje povučene kako ih ne bi ozlijedila. Ovaj Pokémon postaje živčan ako ga se izdvoji iz obiteljskog okruženja.
- Pokémon FireRed: Ženka ove vrste ima nježnu narav. Otpušta nadzvučne glasove koji imaju moć zbunjivanja protivnika.
- Pokémon LeafGreen: Ženkini se rogovi sporo razvijaju, pa stoga daje prednost napadima kao što su grebanje i griženje.
- Pokémon Diamond/Pearl/Platinum: Kada osjeti opasnost, podignut će sve bodlje na svome tijelu. Ove bodlje rastu sporije od Nidorinovih.

## U videoigrama
Nidorina je prisutna u igrama prve i druge generacije. U igrama Pokémon Red i Blue, prisutna je u Safari zoni, kao i jedna od nagradi u Sali za igre grada Celadona. U igri Pokémon Yellow prisutna je na Stazama 9, 23 i Safari zoni. U igrama Pokémon Gold, Silver i Crystal prisutna je na Stazama 13, 14 i 15.
U igrama Pokémon FireRed i LeafGreen, igrač ju može pronaći u Safari zoni. U igrama četvrte generacije, igrač ju može pronaći na Stazi 221 i Jezeru smionosti, no samo uz pomoć Poké radara.
Nidorina se razvija iz Nidoran♀ nakon dostizanja 16. razine. Nidorinu se u bilo kojem trenutku može razviti u Nidoqueen, završni oblik ovog evolucijskog lanca, uz pomoć Mjesečevog kamena. 

## Tehnike
| Prirodne tehnike                 | Prirodne tehnike | Prirodne tehnike |
| -------------------------------- | ---------------- | ---------------- |
| Tehnika                          | Vrsta tehnike    | Razina           |
| Režanje (Growl)                  | Normalni         |                  |
| Grebanje (Scratch)               | Normalni         |                  |
| Zamah repom (Tail Whip)          | Normalni         |                  |
| Dvostruki udarac (Double Kick)   | Borbeni          |                  |
| Otrovna bodlja (Poison Sting)    | Otrovni          |                  |
| Bijesno udaranje (Fury Swipes)   | Normalni         | 20               |
| Ugriz (Bite)                     | Mračni           | 23               |
| Prijateljska ruka (Helping Hand) | Normalni         | 28               |
| Otrovni šiljci (Toxic Spikes)    | Otrovni          | 35               |
| Laskanje (Flatter)               | Mračni           | 38               |
| Drobljenje (Crunch)              | Mračni           | 43               |
| Očaravanje (Captivate)           | Normalni         | 50               |
| Otrovni očnjak (Poison Fang)     | Otrovni          | 58               |

## Statistike
| HP:      | 70 |  |
| Attack:  | 62 |  |
| Defense: | 67 |  |
| Special: | 55 |  |
| SpAtk:   | 55 |  |
| SpDef:   | 55 |  |
| Speed:   | 56 |  |

Statistika Special korištena je samo tijekom prve generacije; kasnije je podijeljenja na Special Attack i Special Defense statistike.

## U animiranoj seriji
Nidoran♀ se razvila u Nidorinu nakon borbe s Timom Raketa i poljupca s Nidoran♂ u epizodi Wherefore Art Thou, Pokémon?.
Stado Nidorina pojavilo se u epizodi The Flame Pokémon-athon!.
Whitney, Vođa dvorane grada Goldenroda, posjeduje Nidorinu. Koristila ju je tijekom borbe s Ashom, gdje je Ashov Cyndaquil odnio pobjedu.